# Постсовременное государство
Постсовременное государство — тип государства, возникающий в эпоху глобализации и характеризующийся определенным ограничением суверенитета по сравнению с национальным государством. 
Ограничение суверенитета постсовременных государств сопряжено с возникновением у них права на вмешательство во внутренние дела других государств и возможности решать глобальные проблемы современности сообща с другими государствами.
Основоположник теории постиндустриального общества Дэниел Белл ещё в 1976 году дал прогноз структурных изменений в будущем и пришёл к выводу о несовпадении масштабов действия сил глобализации и институтов национального государства. Возникновение постсовременных государств обусловливается рядом факторов глобализации:
1. Государства делегируют все больше полномочий влиятельным международным организациям, таким как ООН, ВТО, НАТО, МВФ и другим.
2. С созданием надгосударственных институтов происходит добровольное ограничение и делегирование части суверенных прав.
3. Функционирование мирового рынка. Потребности торговли, неравномерное расположение на Земле природных ресурсов — все это требует от отдельных государств интеграции в мировую экономику.
4. В процессе развития международного сотрудничества увеличивается число вопросов, которые постепенно перестают относиться исключительно к внутренней компетенции государства и подпадают под международно-правовое регулирование (вопросы обороны, экономического развития, прав человека).
5. Государство все чаще сталкивается с проблемами, источник которых находится за его пределами (экологические проблемы, международная организованная преступность).

В качестве основных черт постсовременных государств можно выделить следующие:
- стирание различия между внутренней и внешней политикой;
- взаимное вмешательство государств во внутреннюю политику друг друга и взаимное наблюдение друг за другом;
- всё бо́льшая утрата значения границ;
- безопасность, основанная на прозрачности, взаимной открытости и взаимной зависимости.

В качестве наиболее яркого примера постсовременных государств можно назвать государства-члены Европейского Союза. Ещё в начале 1960-х годов в одном из своих главных прецедентных решений (дело 26/62 «Van Gend en Loos» [1963]) Суд Европейского сообщества провозгласил Европейское экономическое сообщество «новым правопорядком международного права, в пользу которого государства-члены ограничили свои суверенные права, хотя и в ограниченных сферах».
Со второй половины XX века в мире сосуществует два типа государств: национальные (или современные, как их ещё иногда называют) и постсовременные.